# An der Etsch
El Bailiaje de la Orden Teutónica en el Adigio y en las Montañas (en alemán: Die Deutschordensballei An der Etsch und im Gebirge) era una provincia durante la Edad Media de la Orden Teutónica, creada en 1260 y formada en torno a Bolzano, en la actual provincia italiana del Tirol del Sur; su territorio correspondía a aproximadamente al Tirol histórico.

## Parroquias
- Parroquia de Silandro
- Parroquia de Lengmoos, Ritten
- Parroquia de Sarnthein
- Parroquia de Sankt Leonhard in Passeier
- Parroquia de Sterzing (histórica)
- Parroquia de Siebeneich (Terlano)